# Monte Confinale
Der Monte Confinale ist ein 3370 Meter hoher Berg im Confinale-Kamm, einer nach Südwesten vom Ortler-Hauptkamm abzweigenden Bergkette in den Ortler-Alpen, einem Gebirge der südlichen Zentralalpen. Er liegt in der italienischen Provinz Sondrio. Der Berg sendet nach Norden, Osten, Südosten und Südwesten ausgeprägte Grate aus. Der Kamm verläuft hier, an seiner höchsten und westlichsten Erhebung, in ost-westlicher Richtung. Obwohl der Monte Confinale leicht zu besteigen ist und eine gute Sicht auf die zentralen Ortler-Alpen bietet, wird er nicht häufig begangen. Für Skitourengeher ist er im Spätwinter ein lohnendes Ziel. Zuerst bestiegen wurde er, nicht eindeutigen Quellen zufolge, schon Anfang der 1860er Jahre durch einen deutschen Touristen mit dem Führer Janiger aus Martell. Die erste exakt dokumentierte Besteigung erfolgte dann am 30. Juli 1864 durch die englischen Alpinisten Francis Fox Tuckett und Edward N. Buxton mit den Schweizer Bergführern Christian Michel aus Grindelwald und Franz Biner aus Zermatt.

## Umgebung
An den Monte Confinale stoßen zwei Gletscher, im Nordwesten die Vedretta del Fora und im Südwesten die Vedretta del Confinale. Benachbarte Berge sind im Verlauf des Confinalekamms die ein Kilometer entfernte Cima della Manzina mit einer Höhe von 3318 Metern und im weiteren Verlauf die drei Cime dei Forni (Cima del Forno Occidentale, 3227 m, -Centrale, 3240 m und -Orientale mit 3247 m). Nach Norden fällt das Gelände ins Val Zebrù ab, nach Westen ins Valle del Confinale, einem Seitental des oberen Veltlin, und nach Süden ins Val Furva und Valle dei Forni. Die nächste bedeutende Siedlung ist der etwa vier Kilometer Luftlinie südlich gelegene Wintersportort Santa Caterina Valfurva. Der Berg ist, wie das umgebende Gebiet, Teil des Nationalparks Stilfserjoch.

## Stützpunkte und Besteigung
Der Weg der Engländer und ihrer Führer im Jahr 1864 führte vom südlich gelegenen Santa Caterina aus in nördlicher Richtung durch das Val del Pasquale hinauf bis zu den Schneefeldern unterhalb des Confinale-Südostgrats. Über diesen Grat erreichten sie nach einer Aufstiegszeit von vierdreiviertel Stunden den Gipfel, auf dem man dann drei Stunden verbrachte. 
Der heutige Normalweg, der leichteste Anstieg, führt vom Gasthaus Rifugio Stella Alpina auf einer Höhe von 2061 Metern an der Straße im Val dei Forni, gut vier Kilometer östlich von Santa Caterina, aus in nördlicher Richtung durch das Valle della Manzina hinauf zum Lago della Manzina auf 2929 Metern Höhe. Dann verläuft die Route weiter über Firnfelder zu einer Einsattelung zwischen dem Monte Confinale und der Cima della Manzina und dann über den teilweise felsdurchsetzten, firnbedeckten Südostgrat zum Gipfel. Die Gehzeit beträgt laut Literatur etwa 4 bis 5 Stunden. Auch über die anderen Grate des Monte Confinale sind Besteigungen möglich. Einen Kilometer lang und bis 30° in den kurzen Firnabschnitten geneigt ist der Nordgrat, der 1913 von Aldo Bonacossa und Carl Prochownik zuerst begangen wurde.